# 花楼子遗址
花楼子遗址，是一处位于西安市长安区的客省庄文化遗址。1985年由陕西省考古研究所发现，同年开始发掘。1986年清理完毕，获得一批重要资料，其中出土了19块骨刻符号，其中某些与殷墟甲骨上的类似。